# Дин Деліс
Дин К. Деліс (англ. Dean C. Delis) — почесний професор психіатрії в медичній школі UCSD.

## Життєпис
Доктор Деліс є почесним професором психіатрії в медичній школі UCSD, де він працює на факультеті з 1985 року. Був співдиректором з навчання нейропсихології в UCSD з 1985 по 2010, ад'юнкт-професор психології в Університеті Сан-Дієго з 1985 по 2011 рік, і директор відділу психологічної оцінки медичного центру Сан-Дієго з 1985 по 2010 рік. Він є ліцензованим клінічним психологом в Каліфорнії та Неваді, а також сертифікований у клінічній нейропсихології Американської ради професійної психології. Він працював у редакційних колегіях кількох відомих журналів з нейропсихології та психологічної оцінки.

## Сфера наукових інтересів
Доктор Деліс провів дослідження характеру когнітивних дефіцитів у дітей і дорослих з різними неврологічними або психічними розладами. Його дослідження зосереджувалися на церебральній організації просторового пізнання, пам'яті та виконавчих функцій. Він також опублікував 16 клінічних нейропсихологічних тестів для дітей і дорослих, які використовуються на національному та міжнародному рівнях. Його поточна увага спрямована на розробку нових, цифрових нейропсихологічних тестів для введення таблеток. В даний час доктор Деліс проводить нейропсихологічні оцінки дітей і дорослих з широким спектром неврологічних і психічних розладів.

## Автор наукових праць
Він опублікував понад 200 наукових статей, розділів книг, книг і нейропсихологічних тестів.
- Delis, D.C., Kiefner, M., and Fridlund, A.J. (1988). Visuospatial dysfunction following unilateral brain damage: Dissociations in hierarchical and hemispatial analysis. Journal of Clinical and Experimental Neuropsychology, 10, 421-431.
- Delis, D.C., Massman, P.J., Butters, N., Salmon, D.P., Cermak, L.S., & Kramer, J.H. (1991). Profiles of demented and amnesic patients on the California Verbal Learning Test: Implications for the assessment of memory disorders. Psychological Assessment, 3, 19-26.
- Delis, D.C., and Jacobson, M. (2000). Neuropsychological Testing. Encyclopedia of Psychology. New York: Oxford University Press and the American Psychological Association.
- Delis, D.C., Kramer, J.H., Kaplan, E. and Ober, B.A. (2000). The California Verbal Learning Test ? Second Edition. San Antonio: The Psychological Corporation.
- Delis, D.C., Kaplan, E., and Kramer, J.H. (2001). The Delis-Kaplan Executive Function System. San Antonio: The Psychological Corporation.

## Автор книг
- Кассандра Філліпс[4], Дин К. Деліс. Парадокс пристрасті. Вона його любить, а він її ні (2016), ISBN978-5-00100-362-5[5][6]

## Нагороди та відзнаки
- Премія «Учитель року» від програми стажування психології UCSD (2010),
- Нагорода «Заслужений внесок у життя» Національної академії нейропсихології (2013).